# The Dark Side of the Moog
The Dark Side of the Moog è un album in studio dei compositori tedeschi Klaus Schulze e Pete Namlook, pubblicato nel 1994.
Oltre ad inaugurare una collaborazione destinata a fruttare altri dieci titoli omonimi, questa pubblicazione segnò di fatto un ritorno all'utilizzo delle apparecchiature analogiche da parte di Schulze (la fase "digitale" del compositore ebbe inizio con l'album Dig It, pubblicato nel 1980).

## Tracce
Tutte le tracce sono state composte da Klaus Schulze e Pete Namlook.
1. Wish You Were There – 5:02
2. Wish You Were There – 5:00
3. Wish You Were There – 5:01
4. Wish You Were There – 4:59
5. Wish You Were There – 5:00
6. Wish You Were There – 5:00
7. Wish You Were There – 5:00
8. Wish You Were There – 5:00
9. Wish You Were There – 5:00
10. Wish You Were There – 6:17